# Geomyza kazakhstanica
Geomyza kazakhstanica är en tvåvingeart som beskrevs av Nartshuk 1993. Geomyza kazakhstanica ingår i släktet Geomyza och familjen gräsflugor.
Artens utbredningsområde är Kazakstan. Inga underarter finns listade i Catalogue of Life.